# Лаврас (мікрорегіон)

Лаврас на карті штату Мінас-Жерайс

Лаврас (порт. Microrregião de Lavras) — мікрорегіон в Бразилії, входить в штат Мінас-Жерайс. Складова частина мезорегіону Кампу-дас-Вертентіс. Населення становить 145 075 чоловік на 2006 рік. Займає площу 3430,728 км². Густота населення — 42,3 чол./км².

## Склад мікрорегіону
До складу мікрорегіону включені наступні муніципалітети:
1. Карранкас
2. Іжасі
3. Інгаї
4. Ітумірін
5. Ітутінга
6. Лаврас
7. Лумінаріас
8. Непомусену
9. Рібейран-Вермелью

| Бразилія | Це незавершена стаття з географії Бразилії. Ви можете допомогти проєкту, виправивши або дописавши її. |